# Communauté de communes du Pays de Richelieu
Die Communauté de communes du Pays de Richelieu ist ein ehemaliger französischer Gemeindeverband mit der Rechtsform einer Communauté de communes im Département Indre-et-Loire in der Region Centre-Val de Loire. Er wurde am 30. Dezember 1998 gegründet und umfasste 16 Gemeinden. Der Verwaltungssitz befand sich im Ort Richelieu.

## Historische Entwicklung
Mit Wirkung vom 1. Januar 2017 fusionierte der Gemeindeverband mit
- Communauté de communes du Bouchardais sowie
- Communauté de communes de Sainte-Maure-de-Touraine

und bildete so die Nachfolgeorganisation Communauté de communes Touraine Val de Vienne.

## Ehemalige Mitgliedsgemeinden
1. Assay
2. Braslou
3. Braye-sous-Faye
4. Champigny-sur-Veude
5. Chaveignes
6. Courcoué
7. Faye-la-Vineuse
8. Jaulnay
9. Lémeré
10. Ligré
11. Luzé
12. Marigny-Marmande
13. Razines
14. Richelieu
15. La Tour-Saint-Gelin
16. Verneuil-le-Château